# 落花
「落花」（らっか）は、Plastic Treeの通算37枚目のシングル。2015年9月2日発売。発売元はCJビクターエンタテインメント。

## 概要
前作『スロウ』から約6ヶ月ぶりのシングル。通常盤、初回限定盤A、初回限定盤B、初回限定盤Cの4タイプで発売。通常盤のみ、2015年5月23日に渋谷GUILTYで行われた男子限定ライブ「Boys Don't Cry」でのライブテイクトラック2曲を収録している。
CDジャケットデザインは、前々作『マイム』、前作『スロウ』から引き続き、人気アニメーション作家の劇団イヌカレーの泥犬が担当した。今作では、各タイプのCDジャケットを縦に並べることで1つのイラストが完成する仕様となっている。
初回限定盤A・B・C各タイプには、それぞれ収録内容の異なるDVDが付属している。
- 初回限定盤A - 男子限定公演「Boys Don't Cry」・其の一
- 初回限定盤B - 男子限定公演「Boys Don't Cry」・其の二
- 初回限定盤C - 「落花」Music Video

## 収録曲

### 通常盤
1. 落花 [4:11][1]
  - 作詞：有村竜太朗、作曲：長谷川正、編曲：Plastic Tree

TOKYO MX『ジャパンカルチャー情報番組【ディープJルーム】』2015年12月度オープニング・トラック。
2. 感傷ダイアリー [3:54][1]
  - 作詞：佐藤ケンケン、作曲：ナカヤマアキラ、編曲：Plastic Tree

前シングル『スロウ』のカップリング曲「カオスリロン」同様、作詞を佐藤ケンケンが、作曲をナカヤマアキラが担当。ナカヤマの作曲したいくつかの候補曲の中から、作詞を担当する佐藤が本曲を選んだ[3]。
3. GEKKO OVERHEAD (2015年5月23日・男子限定公演版) [4:24][1]
4. 梟 (2015年5月23日・男子限定公演版) [5:14][1]
5. 落花 (Instrumental) [4:07][1]

### 初回限定盤A,B,C（全タイプ共通）
1. 落花 [4:11][2]
2. 感傷ダイアリー [3:54][2]
3. 落花 (Instrumental) [4:07][2]

### DVD
初回限定版A,B,Cにのみ付属。
初回限定版A
- 男子限定公演「Boys Don't Cry」・其の一

1. Thirteenth Friday
2. 涙腺回路

初回限定版B
- 男子限定公演「Boys Don't Cry」・其の二

1. テトリス
2. あバンギャルど

初回限定版C
- 「落花」Music Video